# Ben Sherman
Ben Sherman är ett engelskt klädmärke som tillverkar herr-, damkläder, skor och accessoarer (väskor, bälten, glasögonbågar och klockor)
Företaget startades 1963 av Arthur Bernard Sugarman (1925-1987) i den engelska staden Brighton. Från början gjorde de bara herrskjortor med egen design, button down-krage med en extra knapp i nacken, en ögla på ryggen och märket på bröstfickan. Sugarman hade märkt att fansen av modern jazz i London i början av 1960-talet var intresserade av att köpa button down-skjortor som ofta bars av de gästande amerikanska jazzmusikerna som Miles Davis, Dizzy Gillespie och Oscar Peterson. De bar skjortor från tillverkare som Brooks Brothers, Arrow och Hathaway som var svåra att få tag på i Storbritannien vid den här tiden. När klädmärket startade sin egen tillverkning av liknande plagg blev det snabbt populärt bland den framväxande modskulturen. Ben Sherman har efter det fortsatt varit ett viktigt stilelement i flera andra brittiska subkulturer, exempelvis bland skinheadsen som utvecklades från modsen.
- 1964 öppnas en butik på Carnaby street i London[1], och redan från början använde Englands musikartister märket flitigt[2].
- 1968 första försöket att producera damkläder
- 1970 introduceras en linje pojkkläder
- 2001 barnkläder (pojk och flick) introduceras.
- 2002 damkläder introduceras för en andra gång
- 2006 första affären öppnas i Amerika
- 2008 första affären i Sverige öppnar, på Kungsgatan i Göteborg.